# Neoregelia diversifolia
Neoregelia diversifolia är en gräsväxtart som beskrevs av Edmundo Pereira. Neoregelia diversifolia ingår i släktet Neoregelia och familjen Bromeliaceae. Inga underarter finns listade i Catalogue of Life.